# Крели, Ханс
Ханс Крелы (англ. Hanns Kräly; 16 января 1884 — 11 ноября 1950) — американский сценарист немецкого происхождения. Он тесно сотрудничал с режиссёром Эрнстом Любичем (более 30 фильмов в период между 1915 и 1929 годами).

## Биография
Ханс Крелы был номинирован на три награды Американской академии киноискусства за свои сценарии. Он получил награду за адаптированный сценарий к фильму «Патриот» 1928 года. В этом же году он был номинирован за фильм «Конец миссис Чейни».

## Избранная фильмография
- 1918 — Жёлтый билет / Der gelbe Schein
- 1922 — Жена фараона / Das Weib des Pharao
- 1924 — Её романтическая ночь / Her Night of Romance
- 1925 — Орёл / The Eagle
- 1925 — Её сестра из Парижа / Her Sister from Paris
- 1926 — Герцогиня Буффало / The Duchess of Buffalo
- 1926 — Кики / Kiki
- 1927 — Принц-студент в Старом Гейдельберге / The Student Prince in Old Heidelberg
- 1929 — Конец миссис Чейни / The Last of Mrs. Cheyney
- 1929 — Беспечный / Devil-May-Care
- 1929 — Вечная любовь / Eternal Love
- 1929 — Дикие орхидеи / Wild Orchids
- 1929 — Поцелуй / The Kiss
- 1930 — Мораль леди / A Lady’s Morals
- 1931 — Личная жизнь / Private Lives